# Neuenkirchen (bei Greifswald)

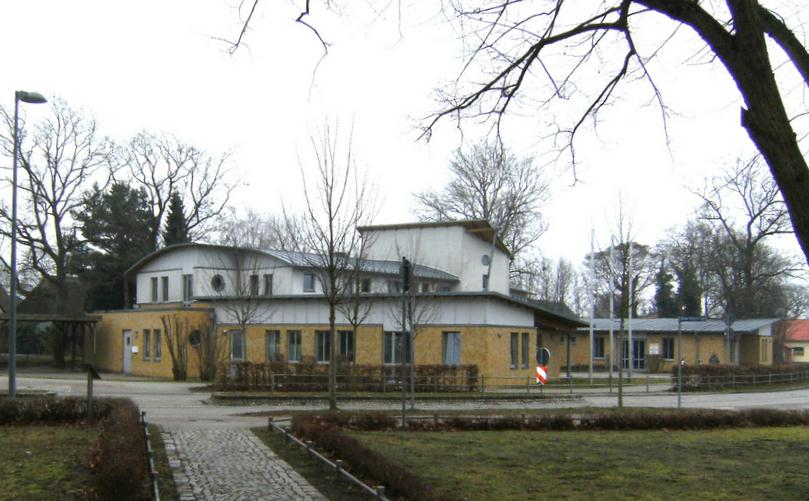
Amtssitz Landhagen in Neuenkirchen

Neuenkirchen ist eine Gemeinde im Norden des Landkreises Vorpommern-Greifswald in Mecklenburg-Vorpommern. Die Gemeinde wird vom Amt Landhagen mit Sitz im Ort verwaltet. Er ist seit 1999 Amtssitz; bis dahin war der Amtssitz in Greifswald.

## Geografie
Neuenkirchen liegt etwa zwei Kilometer nördlich von Greifswald, nördlich des Flusses Ryck am Greifswalder Bodden.
| Ortsteile - Kieshof-Ausbau - Leist I - Leist II - Leist III | - Neuenkirchen - Oldenhagen - Wampen | Wüstungen und Wohnplätze - Damme (Wüstung) - Hankenhagen (Wüstung) - Hennekenhagen (Wüstung) |

## Geschichte

### Kieshof-Ausbau
Der Ort wurde erst nach 1920 angelegt lt. Meßtischblatt von 1920. Ob es als Vorwerk eines Gutes oder als neues Dorf nach der damals üblichen Aufsiedelung entstand, ist derzeit nicht zu sagen.
Als eigenständiger Ort wurde Kieshof-Ausbau erst 1957 in den Gemeindelisten aber mit dem Namen „Groß Kieshof-Ausbau“ geführt. 1995 wurde der Name dann in die aktuelle Schreibweise gewandelt. Zur Namensherkunft siehe → Groß Kieshof.

### Leist
Leist wurde als Lestnice 1207 erstmals urkundlich erwähnt. Es ist eine slawische Gründung mit der Namensdeutung als Haselnussstrauch. Erwähnt wurde es in dem Zueignungsbrief des Rügenfürsten Jaromar I. an das Kloster Eldena (Hilda). Bereits 1208 bestätigte das der Pommernherzog Kasimir II., dort heißt der Ort Lestniz.
Bei Hof I ist eine spätwendische Siedlung archäologisch nachgewiesen.
Nach der Reformation wurde das Bauerndorf 1535 dem Amt Eldena zugeordnet und 1634 als Stiftung der Pommernherzöge der Universität Greifswald als Eigentum überschrieben.
Der Ort zersplitterte sich dann in erst vier Höfe, die ca. 1,5 km auseinander lagen. Hof IV wurde bereits kurz nach 1816 aufgegeben. Bei Hof I war die Hauptsiedlung, aus den Einzelhöfen II und III wurden erst später eigene Orte. Hof I liegt direkt am Kooser See, einer Bucht des Greifswalder Boddens.
Leist hatte 1865 42 Einwohner in 22 Familien. An Gebäuden waren vorhanden: 1 Schule, 8 Wohnhäuser, 1 Fabrik (Mühle) und 21 Wirtschaftsgebäude.

### Neuenkirchen
Der Ort ist möglicherweise identisch mit dem 1248 erwähnten slawischen Dorf Damme (auch Dam und Dammer), was so viel wie Eichengehölz bedeutet. In der Urkunde bestätigt Herzog Wartislaw III. dem Kloster Hilda (Eldena) den Besitz an dem Dorf. Das Dorf wurde aber in Fehden zerstört.
Deutsche Einwanderer gründeten dann einen neuen Ort an gleicher Stelle. Damit wurde Neuenkirchen erstmals 1285 urkundlich als Nienkerken (neue Kirche) erwähnt. 1298 wurde der Ort bei der Hufeneinteilung vom wendischen Dorf in ein deutsches Hägerdorf umgewandelt.
Die Gegend blieb im Besitz des Klosters Eldena bis zur Säkularisation, danach Dominal, das heißt herzoglicher Besitz, bis es im Jahre 1634 vom letzten Pommernherzog Bogislaw XIV. der Universität Greifswald geschenkt wurde. Die zehn Höfe und Kleinpächter hatten Pacht und Abgaben an die Universität zu entrichten. 30 Einwohner kauften ihre Hausgrundstücke von der Universität zwischen 1816 und 1859. Von den 2633 Morgen des Dorfes besaßen 2343 die Universität und der Rest von 320 Morgen gehörte der Kirche von Neuenkirchen.
1820 wurde hier im örtlichen Pfarrhaus die Pfarrerstochter Alwine Wuthenow (1820–1908), geborene Balthasar, geboren. Sie wurde später eine bekannte niederdeutsche Dichterin.
1865 hatte Neuenkirchen 546 Einwohner in 123 Familien. Es gab an Bauten: 1 Kirche, 1 Schule, 40 Wohngebäude, 2 Fabriken (Windmühlen), sowie 75 Wirtschaftsgebäude.
Neben den Bauernhöfen und Kleinpächtern etablierte sich lt. MTB vor 1920 ein größerer Gutshof. Nordwestlich des Ortes befand sich bereits vor 1835 lt. Preußischem Urmeßtischblatt ein Schießplatz der Greifswalder Ulanen und um 1900 ein größerer Exerzierplatz der gleichen Einheit.
Durch die Nähe zur Stadt Greifswald („Speckgürtel“), die Ansiedlung des Amtssitzes für das Amt Landhagen und des großen Gewerbegebietes mit dem Einkaufspark hat sich die Einwohnerzahl seit 1990 fast verdoppelt.

### Oldenhagen
Oldenhagen ist eine deutsche Gründung und wurde erst 1865 genannt. Der Name bedeutet Alter Wald. Das Dorf war ursprünglich nur ein einzelner Bauernhof. Der Hof wurde von der Greifswalder Universität 1867 angelegt. Vorher war Oldenhagen ein Flurname auf den schwedischen Matrikelkarten von 1694 und bezeichnete wohl eine Wüstung aus älterer Zeit.

### Wampen
Östlich und südöstlich von Wampen sind sechs spätslawische Siedlungen (1000 bis 1200) und ein noch erkennbarer kleiner Burgwall aus gleicher Zeit registriert.
Wampen wurde 1207 erstmals als Wampand urkundlich erwähnt. Der slawische Name bedeutet Lockvogel-Jagd.  1207 hatte Rügenfürst Jaromar I. dem Kloster Hilda (Eldena) das Dorf überschrieben.
Nach der Säkularisation kam es nach kurzzeitigem Übergang ab 1459 an das Amt Eldena und dann an die Universität Greifswald.
Wampen hatte 1865 128 Einwohner in 22 Familien. An Gebäuden waren vorhanden: 1 Schule, 6 Wohnhäuser, 1 Fabrik (wohl eine Brennerei) und 12 Wirtschaftsgebäude.
Das Dorf bestand aus einem großen Gut, mit Park und Gärtnerei, sowie einer planmäßig angelegten Katenzeile für die Tagelöhner – südöstlich des Gutes. Das Gut befand sich seit 1459 im Eigentum der Universität Greifswald. Das Gutshaus von um 1850 ist ruinös.

### Wüstungen
Damme (Wüstung)
Der Ort Damme wurde 1248 als Dammae erstmals urkundlich genannt, 1250 dann mit Damme. Lange war unklar, wo der Ort, der danach aus den Urkunden verschwand, also wahrscheinlich bald Wüstung wurde, lag. Zuerst wurde vermutet, dass er zwischen Neuenkirchen und Wampen lag, oder direkter Vorgänger von Neuenkirchen war. Dann konnte aber die Bodendenkmalpflege belegen, dass die Fundkonzentration von Siedlungsnachweisen aus dieser spätslawischen Zeit im Bereich südlich von Wampen der wahrscheinlichste Standort der Wüstung Damme ist.
Hankenhagen (Wüstung)
Hankenhagen wurde 1618 erstmals als Hannekenhagen in der Lubin´schen Karte erwähnt. Es lag nördlich von Kieshof und wurde noch bis 1809 genannt. Im Dreißigjährigen Krieg wurde es so stark zerstört, dass nur der „Kieshof“ von der Ansiedlung übrig blieb. Dieser wurde dann zum Mittelpunkt des neuen Ortes.
Hennekenhagen (Wüstung)
Hennekenhagen wurde erstmals 1267 als Hennichenhaghen urkundlich genannt. Bis 1708 wurde es urkundlich noch genannt. Es war im Besitz des Klosters Eldena und fiel 1633 wüst entsprechend einem Inventarbericht. Es gelangte dann 1634 in den Besitz der Universität Greifswald und hatte dann den gleichen Werdegang wie Namenspartner Hankenhagen.

## Bevölkerung
| Jahr | Einwohner |
| ---- | --------- |
| 1990 | 1236      |
| 1995 | 1533      |
| 2000 | 2123      |
| 2005 | 2335      |
| 2010 | 2293      |
| 2015 | 2373      |

| Jahr | Einwohner |
| ---- | --------- |
| 2020 | 2391      |
| 2021 | 2409      |
| 2022 | 2418      |
| 2023 | 2406      |

 Stand: 31. Dezember des jeweiligen Jahres

## Politik

### Gemeindevertretung
Die Gemeindevertretung von Neuenkirchen besteht aus 12 Mitgliedern. Die Kommunalwahl am 9. Juni 2024 führte bei einer Wahlbeteiligung von 76,5 % zu folgendem Ergebnis:
| Partei / Wählergruppe                            | Stimmenanteil 2019 | Sitze 2019 |  | Stimmenanteil 2024 | Sitze 2024 |
| ------------------------------------------------ | ------------------ | ---------- |  | ------------------ | ---------- |
| Allgemeine Wählergemeinschaft Neuenkirchen (AWN) | 61,2 %             | 7          |  | 60,1 %             | 7          |
| Bündnis 90/Die Grünen                            | 09,5 %             | 1          |  | 13,1 %             | 2          |
| SPD                                              | 10,0 %             | 1          |  | 12,9 %             | 1          |
| CDU                                              | 13,8 %             | 2          |  | 08,0 %             | 1          |
| Einzelbewerber Daniel Antrack                    | 05,5 %             | 1          |  | 05,9 %             | 1          |
| Insgesamt                                        | 100 %              | 12         |  | 100 %              | 12         |

### Bürgermeister
- 2014–2024: Frank Weichbrodt (AWN)[8]
- seit 2024: Kirsten Breitsprecher-Kranz (AWN)

Weichbrodt wurde am 26. Mai 2019 ohne Gegenkandidat mit 75,7 Prozent der gültigen Stimmen wiedergewählt. Bei der Bürgermeisterwahl am 9. Juni 2024 wurde Breitsprecher-Kranz mit 64,4 % der gültigen Stimmen zu seiner Nachfolgerin gewählt. Ihre Amtsdauer beträgt fünf Jahre.

### Wappen
| Wappen von Neuenkirchen | Blasonierung: „Geteilt von Blau und Silber; oben drei sitzende goldene Eichhörnchen balkenweise, je eine goldene Nuss in den Pfoten haltend; unten ein durchgehendes schwarzes Kreuz, in der Mitte belegt mit einer goldenen Pflugschar.“ |
| Wappen von Neuenkirchen | Wappenbegründung: In dem Wappen sollen die aus dem Wappenschild der im vorpommerschen Raum begütert gewesenen und mit zu den alten Greifswalder Patriziergeschlechtern zählenden Familie von Wampen entlehnten Eichhörnchen auf deren Herkunftsort Wampen hindeuten. Während das Kreuz auf den Ortsnamen Neuenkirchen verweisen und gleichzeitig die 1285 erbaute Dorfkirche symbolisieren soll, steht die Pflugschar für die Landwirtschaft als traditioneller Haupterwerbszweig der Einwohner. Das Wappen wurde von dem Weimarer Michael Zapfe gestaltet. Es wurde am 15. Oktober 1998 durch das Ministerium des Innern genehmigt und unter der Nr. 171 der Wappenrolle des Landes Mecklenburg-Vorpommern registriert. |

### Flagge

Flagge der Gemeinde Neuenkirchen

Die Flagge wurde vom Neuenkirchener Frank Weichbrodt gestaltet und am 19. November 2009 durch das Ministerium des Innern genehmigt.
Sie ist gleichmäßig von Blau, Weiß, Blau, Weiß, Blau, Weiß und Blau längs gestreift. In der Mitte des Flaggentuchs liegt über allem das Gemeindewappen, das drei Fünftel der Höhe des Flaggentuchs einnimmt. Die Höhe des Flaggentuchs verhält sich zur Länge wie 3:5.

### Dienstsiegel
Das Dienstsiegel zeigt das Gemeindewappen mit der Umschrift „GEMEINDE NEUENKIRCHEN * LANDKREIS VORPOMMERN-GREIFSWALD“.

### Partnerschaften
Die Gemeinde Neuenkirchen unterhält eine Partnerschaft mit der Stadt Munkedal in Schweden und eine mit der Gemeinde Człopa in Polen.

## Sehenswürdigkeiten
→ Siehe auch Liste der Baudenkmale in Neuenkirchen (bei Greifswald)

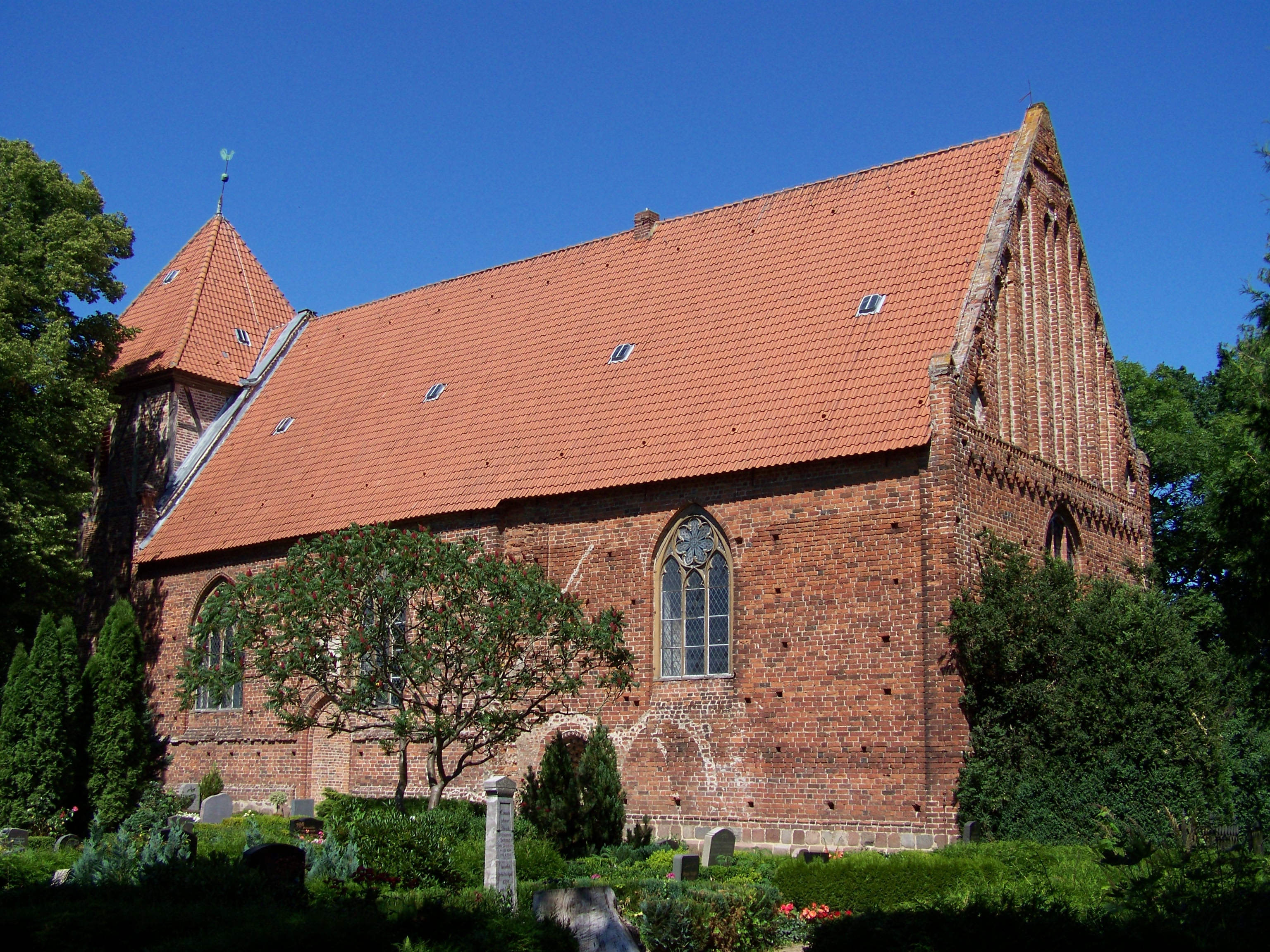
Dorfkirche Neuenkirchen

- Kirche Neuenkirchen, Backsteinkirche aus dem 14. Jahrhundert mit Fachwerkturm und umgebendem Kirchhof mit historischen Grabstelen und -steinen
- Pfarrhaus Neuenkirchen, reetgedecktes Fachwerkgebäude, südlicher Gebäudeteil 1781, nördlicher 1830 erbaut[15]
- Burgwall Wampen

## Verkehr
Durch die Gemeinde verläuft die Bundesstraße 105 (früher B 96). Die Bundesautobahn 20 ist über die Anschlussstelle Greifswald (circa 19 km) erreichbar. Der nächste Bahnhof ist Greifswald an der Bahnstrecke Angermünde-Stralsund.

## Söhne und Töchter des Ortes
- Adolf Häckermann (1819–1891), Lehrer und Schriftsteller
- Alwine Wuthenow (1820–1908), niederdeutsche Dichterin
- Arnold Gustavs (1875–1956), Inselpastor von Hiddensee und Schriftsteller